# Castillo de Montbúy (Bigas)
El Castillo de Montbúy está ubicado en la cima de una montaña entre las poblaciones de San Felíu de Codinas, de Bigas (municipio al que pertenece) y Caldas de Montbui, cerca de la urbanización de Castell Montbúy, en la provincia de Barcelona, España.
A su lado encontramos la ermita prerrománica de San Mateo de Montbúy, edificio de una sola nave con un ábside de planta de herradura.

## Historia

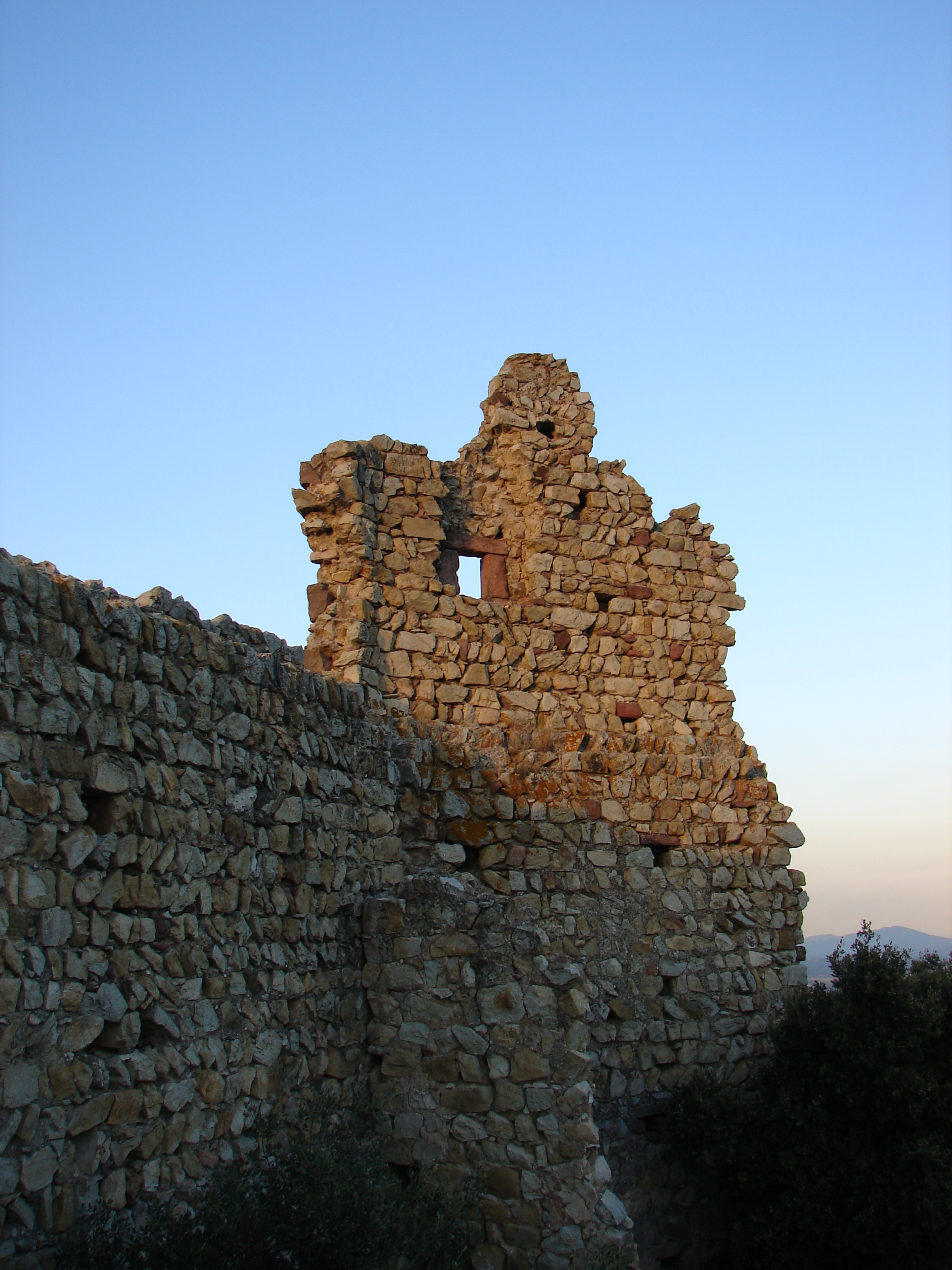
Muro realizado con opus spicatum

Del castillo sólo quedan algunos muros construidos con una estructura de opus spicatum. El castillo, documentado desde 987, era la residencia de la baronía de Montbúy. En 995, los condes de Barcelona le asignan en feudo a Gombau de Besora. Este murió en 1050 y traspasó el castillo de Montbúy a su hija Guisla de Besora, segunda esposa de Mir Geribert, príncipe de Olèrdola. Mir estaba enfrentado con el conde de Barcelona, Ramón Berenguer I, quien se opuso a este traspaso de dominio, hasta que en 1059 hacen las paces y el conde dio en alodio a Mir Geribert las tierras que formarían la baronía de Montbúy. Estas tierras eran las parroquias de San Pedro de Bigas, San Esteban de Palaudaries, San Mateo de Montbúy, San Felíu de Codinas, Santa Eulalia de Ronsana, San Genís de La Ametlla, San Andrés de Samalús y se piensa que también Santa María de Caldes.
Más tarde fueron propietarios los Bell-lloc, señores de La Roca del Vallés, les Cabanes y Pere de Sentmenat, que en 1178 lo compró a Ramón de Cabanes.
En 1240 pasó bajo dominio del obispo de Barcelona, quien mandó reconstruirlo en 1308.
Entre 1381 y finales del siglo XV la propiedad se alterna entre la corona y otros nobles como Ramón de Planella o Ramón de Torrelles, señor de La Roca del Vallès. Finalmente, en 1490 hubo un cambio de jurisdicción y la baronía de Montbúy pasó, por el Privilegio de la Entrega, a la jurisdicción del Consejo de Ciento de Barcelona, considerando el lugar como una "calle de Barcelona". La nueva jurisdicción suponía pagar una redención al barón y formar su propio gobierno (el Consejo de la Baronía), que tardó en funcionar correctamente. Con todo, los Torrelles mantuvieron la posesión del castillo y, más tarde, lo pasaron a los Sentmenat. Los consejeros de Barcelona, mantuvieron la baronía hasta el 1714. El castillo se abandonó a partir de mediados del siglo XIX.
En 1949 fue declarado Monumento Histórico-Artístico, en un decreto que declaraba todos los castillos de España patrimonio histórico nacional.